# Codru Moma
Codru-Moma este un sit de importanță comunitară (SCI) desemnat în scopul protejării biodiversității și menținerii într-o stare de conservare favorabilă a florei spontane și faunei sălbatice, precum și a habitatelor naturale de interes comunitar aflate în arealul zonei protejate. Acesta este situat în vestul României, pe teritoriile administrative ale județelor Arad și  Bihor. Acesta se întinde pe o suprafață de 24.631,6 ha, integral pe uscat.

## Localizare
Aria naturală se află în extremitatea sud-estică a județului Bihor (Archiș, Dezna, Hășmaș, Ignești, Moneasa) și cea nord-estică a județului Arad (Finiș, Lazuri de Beiuș, Lunca, Șoimi, Rieni, Tărcaia), în Munții Codru-Moma (grupare montană a Munților Apuseni ce aparțin lanțului muntos al Carpaților Occidentali) și este străbătută de drumul național DN76 care leagă municipiul Oradea de Deva. Centrul sitului Codru Moma este situat la coordonatele 46°32′52″N 22°16′31″E / 46.547644°N 22.275144°E.

## Înființare
Zona a fost declarată sit de importanță comunitară (ROSCI0042) în decembrie 2007 prin Ordinul Ministerului Mediului și Dezvoltării Durabile Nr.1964 din 13 decembrie 2007 (privind instituirea regimului de arie naturală protejată a siturilor de importanță comunitară, ca parte integrantă a rețelei ecologice europene Natura 2000 în România)  pentru a proteja 8 specii de animale.

## Biodiversitate
Situată în ecoregiunea continentală, aria protejată conține 9 habitate naturale: Pante stâncoase calcaroase cu vegetație casmofită, Pante stâncoase silicioase cu vegetație casmofită, Păduri de fag Luzulo-Fagetum, Păduri de fag Asperulo-Fagetum, Păduri pe pante, grohotișuri și ravene de Tilio-Acerion, Păduri aluvionare cu Alnus glutinosa și Fraxinus excelsior (Alno-Padion, Alnion incanae, Salicion albae), Păduri de fag dacice (Symphyto-Fagion), Păduri de stejar și de carpen dacice, Pajiști carstice calcaroase sau bazofile, de Alysso-Sedion albi.
La baza desemnării sitului se află mai multe specii protejate:
- amfibieni (2): triton cu creastă (Triturus cristatus), tritonul comun transilvănean (Triturus vulgaris ampelensis)
- mamifere (4): lupul (Canis lupus)[9], vidră de râu (Lutra lutra), râs eurasiatic (Lynx lynx)[10], urs brun (Ursus arctos)
- nevertebrate (1): Vertigo angustior
- pești (1): Cobitis taenia Complex

Pe lângă speciile protejate, pe teritoriul sitului au mai fost identificate 50 de specii de plante; printre care: gorun (Quercus petraea) și fag (Fagus sylvatica), care vegetează în asociere cu stejar (Quercus robur), carpen (Carpinus betulus) și frasin (Fraxinus excelsior), drobiță (Genista tinctoria), sânziană (Galium verum), păius (Festuca heterophylla), ventrilică (Veronica officinalis), clopoțel (Campanula persicifolia), frăgurel (Potentilla micrantha), drob (Chamaecytisus hirsutus), toporași (Viola odorata) sau trifoi-mărunt (Medicago lupulina)..

## Căi de acces
- Drumul național DN76 pe ruta: Oradea - Drăgești - Răbăgani - Rieni - Ștei - Criștioru de Sus.